# Kalianyar (Wonosalam)
Kalianyar is een bestuurslaag in het regentschap Demak van de provincie Midden-Java, Indonesië. Kalianyar telt 3471 inwoners (volkstelling 2010).